# Mas'ud-e Sa'd-e Salman
Mas'ud-e Sa'd-e Salman (Lahore, tra il 1046 e il 1049 – 1121 o 1122) è stato un poeta indiano nell'impero dei Ghaznavidi.

## Biografia
Primo grande poeta indo-persiano, è conosciuto per il suo lavoro composto durante periodi di esilio e prigionia. Nonostante le notizie biografiche a noi pervenute non siano del tutto attendibili, la collezione delle sue opere (divaan) viene considerata una fonte autobiografica.
L'esordio letterario può essere datato tra il 1076 e il 1077, quando, componendo un panegirico in onore del Governatore delle Province Indiane, Sayf-al-Dawla Maḥmud, figlio del sultano Ẓaher-al-Din Ebrāhim (1058-99), ottenne i suoi favori.
Non è chiaro nella sua poetica quali siano state le cause che lo misero in cattiva luce agli occhi della corte e in particolar modo del sultano Ebrāhim, neppure le fonti storiografiche chiariscono il motivo di tale caduta in disgrazia. La spiegazione più plausibile è stata individuata da Mehdi Nuryaan attraverso lo studio di alcune sue opere.
Durante una visita ufficiale a Ghazni, dopo aver surclassato il poeta di corte Rāšedi in una competizione di poesia, si dice che si entusiasmò talmente tanto per il suo successo da attirare le ire di diversi cortigiani tra le quali quelle del suo mecenate, il principe Maḥmud. Successivamente, le sue proprietà a Lahore vennero confiscate e chiese il permesso di partire per lo ḥajj (pellegrinaggio a La Mecca), ma il permesso gli venne negato perché si pensava che potesse unirsi alla corte selgiuchide rivale, un'ingiuria contro la quale si difese strenuamente. Quando tentò di guadagnarsi le simpatie del sultano Ebrāhim, per poter compiere il pellegrinaggio, peggiorò la sua situazione, poiché il principe Maḥmud non era più nelle grazie del sultano: Masʿud-e Saʿd venne mandato in carcere nel 1089-90. Passò i successivi dieci anni in carcere in esilio nella fortezza di Dahak (Su e Nāy nell'odierno Afghanistan). 
Durante il periodo di prigionia continuò a scrivere nella speranza di riguadagnarsi le stime del suo mecenate e la libertà. Dopo che il sultano Masʿud III lo perdonò nel 1099, Masʿud-e Saʿd divenne Viceré Jālandar nel Punjab Orientale (Panjāb), dove scrisse una testo in prosa (maṯnawi) a proposito dei simposi cortigiani. Negli anni successivi il suo mecenate Abu Naṣr-e Pārsi venne rimosso dal suo incarico assieme a tutto l'entourage, e per questa ragione Masʿud-e Saʿd finì per sette anni nella prigione indiana di Maranj. Dopo aver ricevuto il perdono da Masʿud III nel 1106-07, venne nominato Bibliotecario di Corte a Ghazna, dove continuò a scrivere attivamente.